# Mitchellania franzi
Mitchellania franzi är en urinsektsart som först beskrevs av Butschek och Hermann Gisin 1949.  Mitchellania franzi ingår i släktet Mitchellania och familjen Hypogastruridae. Inga underarter finns listade i Catalogue of Life.